# Ptychogena hyperborea
Ptychogena hyperborea is een hydroïdpoliep uit de familie Laodiceidae. De poliep komt uit het geslacht Ptychogena. Ptychogena hyperborea werd in 1942 voor het eerst wetenschappelijk beschreven door Kramp. 